# Яновиці (Велицький повіт)
Яновиці (пол. Janowice) — село в Польщі, у гміні Величка Велицького повіту Малопольського воєводства.
Населення — 1250 осіб (2011).

## Демографія
Демографічна структура станом на 31 березня 2011 року:
|          | Загалом | Допрацездатний вік | Працездатний вік | Постпрацездатний вік |
| -------- | ------- | ------------------ | ---------------- | -------------------- |
| Чоловіки | 623     | 153                | 420              | 50                   |
| Жінки    | 627     | 130                | 391              | 106                  |
| Разом    | 1250    | 283                | 811              | 156                  |